# Осамнаестоугао
Осамнаестоугао, октадекагон је многоугао са осамнаест странама.

## Исправи осамнаестоугао
Површина регуларног осамнаестоугла са страном "а" је дата формулом
{\displaystyle A={\frac {18}{4}}\cdot s^{2}\cdot {\frac {\cos 10^{\circ }}{\sin 10^{\circ }}}}

## Изградња троугла осамнаест стопала
Исправан осамнаестоугао се не може градити уз помоћ лењира и компаса. Међутим, могу да се конструишу коришћењем методе неусис конструкције и, ако се користи заједно са трисецтион углом, или ред са ознаком, као што је приказано у наредна два примера.

## Петрин осамнаест
Редовни осамнаестоугао троугла има 5 редовних четрнаесточастих осамнаестоугао.